# Climax (Minnesota)
Climax es una ciudad ubicada en el condado de Polk en el estado estadounidense de Minnesota. En el Censo de 2010 tenía una población de 267 habitantes y una densidad poblacional de 90,11 personas por km².

## Geografía
Climax se encuentra ubicada en las coordenadas 47°36′31″N 96°48′44″O / 47.60861, -96.81222. Según la Oficina del Censo de los Estados Unidos, Climax tiene una superficie total de 2.96 km², de la cual 2.96 km² corresponden a tierra firme y (0%) 0 km² es agua.

## Demografía
Según el censo de 2010, había 267 personas residiendo en Climax. La densidad de población era de 90,11 hab./km². De los 267 habitantes, Climax estaba compuesto por el 94.38% blancos, el 1.87% eran afroamericanos, el 0.75% eran amerindios, el 0% eran asiáticos, el 0% eran isleños del Pacífico, el 1.12% eran de otras razas y el 1.87% pertenecían a dos o más razas. Del total de la población el 6.74% eran hispanos o latinos de cualquier raza.